# Above the line
ATL (ang. Above The Line – pol. powyżej linii) – oznacza strategię działań marketingowych bezpośrednio rozpoznawalnych prowadzonych w mediach tradycyjnych typu telewizja, radio, prasa, plakaty, reklama zewnętrzna, reklama wewnętrzna itp. w przeciwieństwie do strategii BTL, działającej drogą niekonwencjonalną.
Znane jest też rozróżnienie, zgodnie z którym ATL oznacza działania reklamowe, podczas których nie jesteśmy w stanie określić konkretnego odbiorcy przekazu (szeroka grupa docelowa).
BTL to w świetle tego rozróżnienia komunikacja skierowana do konkretnego odbiorcy w reklamie.